# Município de Big Spring (condado de Seneca, Ohio)
Localização do Ohio nos E.U.A.
O município de Big Spring (em inglês: Big Spring Township) é um município localizado no condado de Seneca no estado estadounidense de Ohio. No ano 2010 tinha uma população de 1769 habitantes e uma densidade populacional de 18,75 pessoas por km².

## Geografia
O município de Big Spring encontra-se localizado nas coordenadas 41° 01′ 58″ N, 83° 21′ 30″ O. Segundo a Departamento do Censo dos Estados Unidos, o município tem uma superfície total de 94.37 km², da qual 94,32 km² correspondem a terra firme e (0,05 %) 0,04 km² é água.

## Demografia
Segundo o censo de 2010, tinha 1769 pessoas residindo no município de Big Spring. A densidade de população era de 18,75 hab./km².